# 大韓民国の入学試験
大韓民国の入学試験（だいかんみんこくのにゅうがくしけん）では大韓民国における大学入試に関して記述する。

## 概要
韓国の大学入試は随時募集と定時募集に分かれる。随時募集は学校生活記録簿、自己紹介書、教師推薦書、面接などの総合評価で選別し、定時募集は大学修学能力試験（略称は「修能」、日本の大学入学共通テストに相当）の点数のみで選別する。2021年時点で、全大学の平均で随時が77％、定時が23％の割合である。2000年以降、次第に随時募集の割合が上がり、定時募集の割合が低下している。定時募集の割合の低さはソウル大学、延世大学、高麗大学などの名門校でも変わらない。
韓国は大学進学率が高い。これには日本では専門学校で教える内容も韓国では大学（2,3年制大学が中心）で教えているという面もある。また韓国では高校受験がなく、内申点による実業高校と一般高校の振り分けのみで、一般高校には私立・公立の差や高校間での格差がなく大部分が進学を希望する。よってほとんどの高校生には受験は一回の機会であるために、大学受験が激化した。
2006年度の高等教育進学率（大学に順ずる高等教育機関＝専門大学も含む）は86%となり、フィンランドに続いて世界第二位であった。しかしその後就職難で急落し、2017年度は68.9%である。

## 入学難易度
ソウルに財閥が集中しているため、ソウルにある大学が難関になっている。特に「SKY」と呼ばれるソウル大学校（S）、高麗大学校（K）、延世大学校（Y）の3校へ入学することが重要視されている。地方では浦項工科大学校や韓国科学技術院が特に難関であり、釜山大学校などがそれに続く。
学部ごとにみれば、文科の場合は経営大学、理科の場合は医科予科の難易度が高い。法科大学は高い難易度を誇ったが、法学専門大学院（日本の法科大学院に相当）を導入した大学は2009年から廃止となった。
日本の浪人生に対応する人は「再修生」と呼ばれる（韓国には男性の場合兵役の義務があるのでなるべく避けようとする）。
ソウルに６校のみ存在する四年制女子大学校群［梨花女子大学校、ソウル女子大学校、同徳女子大学校、淑明女子大学校、誠信女子大学校、徳成女子大学校］も、ソウル至上主義である韓国の名門である。
難関大学では高校の履修範囲を超える難問「キラー問題」が出題されるため、対応した学習塾へ通うことが必須となっている。

## 背景と弊害
韓国は極端な学歴社会であり、SKYに代表される名門大学を卒業し大企業へ入社することが成功モデルとされている。
受験生は年少の頃から自由時間を犠牲にし深夜まで営業する塾に通うほど過酷な受験戦争を戦う不健康な生活を送るため、受験生の負担軽減が課題となっている。一例を挙げると、予備校や家庭教師による補習が可能な都市部の学生がより有利であるとして、地域格差解消のために教育専門の全国放送局、EBSが修学能力試験に関する講座を放送する専門チャンネル(EBSプラス1)を開設している。
受験戦争を勝ち抜くために多額の費用が必要であり、2022年の調査では学校外の教育費に全国平均で1人当たり月平均69.7万ウォンがかかったとされ、老後の資金をつぎ込む親も多いとされる。そのため教育費を賄えない家庭や子供を持つことが出来ない夫婦が増え、韓国の出生率を世界最低水準（2018年度で0.98人、2019年度は0.9を下回る月がある。）に落ち込ませる要因の一つとして問題視されている。
学歴社会に答えるため受験も産業化し、江南区大峙洞、陽川区木洞、蘆原区上渓洞はソウル市で教育3大地区と呼ばれる学習塾街では、塾の看板や「イルタ」と呼ばれる人気講師の広告が並んでいる。
2004年に修学能力試験における大規模な携帯電話を使ったカンニングが発覚し社会問題となった際には、改めてその弊害が指摘された。
高学歴層の就職率が必ずしも高いわけではないこと、海外留学が盛んになっていること、また各種の競争緩和政策が効果を発揮しだしていることに伴い、就職できない学生・院生が続出し「学歴難民」として社会問題化しつつある。
尹錫悦大統領は2023年6月に「キラー問題」の廃止など受験戦争を緩和させる教育改革を教育相に指示した。

## 募集方法

### 随時募集
随時募集は大学修学能力試験以外の方法で生徒を選抜する選考である。ただ、最低等級制があり、修能試験の等級がこれに及ばない者は過落となる。等級を反映する方法は大学によって異なる。学生簿総合選考、学生簿教科選考、論述選考、特技者選考の4つに分けられる。
- 学生簿総合選考(通称学総)は学校生活記録簿、自己紹介書、教師推薦書、面接を総合的に評価して学生を選抜する選考である。
  - 学校生活記録簿は教師が生徒の学校生活について作成する文書である。内申成績（定量評価）だけでなく、受賞、資格証、進路、創意的体験活動、教科学習、読書、行動発達など（定性評価）の内容が記述される。
  - 自己紹介書は、全ての大学で内容が同じ共通質問3つと大学の自律質問1つで構成されている。大学の自律質問項目の場合、主に志願動機について質問する。共通質問項目は次の通りである。
    - 1. 高等学校の在学期間中、学業に傾けた努力と学習経験を通して学んで感じた点を中心に記述してください(1,000字以内)。
    - 2. 高等学校の在学期間中、本人が意味をおいて努力した校内活動（3つ以内）を通じて学び、感じた点を中心に記述してください。ただし、校外活動中に学校長の許可を得て参加した活動は含まれます(1,500字以内)。
    - 3. 学校生活の中で、配慮、分かち合い、協力、葛藤管理などを実践した事例を挙げ、その過程を通じて学んで感じたことを記述してください(1,000字以内)。

  - 面接は学校生活記録簿と自己紹介書の内容について質問したり、問題を解くなど様々な方法で行われる。
  - 学生を総合的に評価できるというメリットがあるため、難関大学は学生簿総合選考の比重が高い。

- 学生簿教科選考は、内申成績（定量評価）だけを反映する選考である。学校別の成績の偏差を考慮しないため、内申競争が激しい学校の生徒には不利である。学生簿教科選考で進学できる難関大学には高麗大学校、ソウル教育大学校、漢陽大学校などがある。
- 論述選考は、文系論述と理系論述に区分される。文系論述は与えられた提示文の枠内で論旨を展開する方式であり、理系論述は数式を解く方式である。論述選考で進学できる難関大学には延世大学校、漢陽大学校、カトリック大学校医学部などがある。
- 特技者選考には語学特技者、科学特技者などの様々な選考がある。特技者選考で進学できる難関大学には韓国科学技術院、延世大学校、高麗大学校などがある。

### 定時募集
定時募集は大学修学能力試験（修能、日本のセンター試験に当たる）の点数だけを利用する選考である。受験生は大学募集群別（カ群、ナ群、タ群）でそれぞれ1つずつ計三つの大学に志願できる。

#### 科目
大学修学能力試験は国語領域、数学領域、英語領域、韓国史領域、探究領域、第2外国語·漢文領域で構成されている。理科と文科は数学領域と探求領域以外には同じ問題を解く。
- 国語領域は韓国語能力を評価する領域である。話法、作文、文法、文学、読書のパートがある。
- 数学領域は理科の場合は数学Ⅰ、微積分、確率と統計パートで、文科の場合は数学Ⅰ、数学Ⅱ、確率と統計パートで構成されている。
- 英語領域はリスニングパートと読解パートで構成されている。
- 韓国史領域は受験しなければ成績表が無効になる。したがって、すべての学生が受験しなければならない。難易度は低い方である。
- 探究領域には科学探究領域, 社会探究領域, 職業探究領域がある。受験生は三つの領域のうち一つの領域を選択し、一つの領域から二つの科目を選択して受験する。ただ、職業探究領域の場合、特性化高校（専門高校）を卒業した者だけが受験できる。
  - 科学探究領域は理系の生徒が受験する領域である。物理Ⅰ、化学Ⅰ、生命科学Ⅰ、地球科学Ⅰ、物理Ⅱ、化学Ⅱ、生命科学Ⅱ、地球科学Ⅱがある。ほとんどの大学は同じ教科のⅠとⅡ科目を同時に選択することを禁じている。Ⅱ科目の場合、ソウル大学校と韓国科学技術院に志願する学生だけが受験するため、非常に熾烈である。
  - 社会探究領域は文系の生徒が受験する領域である。生活と倫理、倫理と思想、韓国地理、世界地理、東アジア史、世界史、経済、政治と法、社会·文化がある。
  - 職業探究領域は特性化高校（専門高校）の生徒が受験する領域である。農業理解、農業基礎技術、工業一般、基礎制度、商業経済、会計原理、海洋の理解、水産·海運産業基礎、人間発達、生活サービス産業の理解がある。

- 第二外国語·漢文領域の場合、主に文系が受験する。領域で1つの科目を選択して受験する。ドイツ語Ⅰ、フランス語Ⅰ、スペイン語Ⅰ、中国語Ⅰ、日本語Ⅰ、ロシア語Ⅰ、アラビア語Ⅰ、ベトナム語Ⅰ、漢文Ⅰがある。

#### 成績算出
成績表には標準点数、百分位、等級が表記される。相対評価の科目と絶対評価の科目がある。相対評価の科目は標準点数と百分位が、絶対評価の科目は等級が重要である。

##### 等級

###### 相対評価の科目
国語、数学、探究、第2外国語·漢文の科目は相対評価の科目である。相対評価の科目の等級は、定数で表記された標準点数と原点数をスタナイン方式で割り、次のような割合で算出する。
| 等級     | 1等級 | 2等級 | 3等級 | 4等級 | 5等級 | 6等級 | 7等級 | 8等級 | 9等級 |
| -------- | ----- | ----- | ----- | ----- | ----- | ----- | ----- | ----- | ----- |
| 比率     | 4%    | 7%    | 12%   | 17%   | 20%   | 17%   | 12%   | 7%    | 4%    |
| 累積比率 | 4%    | 11%   | 23%   | 40%   | 60%   | 77%   | 89%   | 96%   | 100%  |

等級の境界線に置かれた点数には上位等級を付与する。

###### 絶対評価の科目
英語と韓国史は絶対評価の科目である。
韓国史の場合、次のように等級を付ける。
| 等級 | 1等級 | 2等級 | 3等級 | 4等級 | 5等級 | 6等級 | 7等級 | 8等級 | 9等級 |
| ---- | ----- | ----- | ----- | ----- | ----- | ----- | ----- | ----- | ----- |
| 点数 | 40~50 | 35~39 | 30~34 | 25~29 | 20~24 | 15~19 | 10~14 | 5~9   | 0~4   |

英語の場合、次のように等級を付ける。
| 等級 | 1等級  | 2等級 | 3等級 | 4等級 | 5等級 | 6等級 | 7等級 | 8等級 | 9等級 |
| ---- | ------ | ----- | ----- | ----- | ----- | ----- | ----- | ----- | ----- |
| 点数 | 90~100 | 80~89 | 70~79 | 60~69 | 50~59 | 40~49 | 30~39 | 20~29 | 0~19  |

##### 標準点数
標準点数は受験した領域の平均と標準偏差を持つように変換した分布における受験者の相対的序列を表した相対評価の点数である。成績表には相対評価の科目の標準点数のみを表記する。
標準点数の求め方は次の通りである。
{\displaystyle S=z\sigma +m}
ここで、{\displaystyle S}は標準点数、{\displaystyle z}は Z 点、{\displaystyle \sigma }は標準点数の標準偏差、{\displaystyle m}は標準点数の平均である。
{\displaystyle z={\frac {x-m_{0}}{\sigma _{0}}}}
ここで、{\displaystyle x}は受験生の原点数、{\displaystyle m_{0}}はその科目の受験生の平均、{\displaystyle \sigma _{0}}は当該科目の受験生の標準偏差である。

##### 百分位
百分位は受験生全体に対するその学生より低い標準点数を受けた学生集団の割合を百分位で表した数値で、定数で表記された標準点数に基づいて算出される。成績表には相対評価の科目の百分位だけを表記する。

## 募集選考

### 一般選考
一般選考は定員内で一般的な学生を選抜する選考である。最も多くの人員を選抜する。定時募集と随時募集がある。

### 特別選考
特別選考は、定員内の特別選考と定員外の特別選考とに分けられる。

#### 定員内の特別選考
音楽、美術などの特技に優れた実績を上げた学生のための特技者選考がある。主に随時募集を通じて選抜する。

#### 定員外の特別選考
特性化高校(専門高校)卒業者特別選考、農·漁村生徒特別選考、特殊教育対象者(障害者)特別選考、在外国民·外国人対象選考、機会均衡特別選考が存在する。主に定時募集を通じて選抜する。